# Amphicar
Az Amphicar Model 770 egy kétéltű autó, mely az 1961-es New York-i Autószalonon került bemutatásra. A járművet 1961 és 1965 között gyártották Nyugat-Németországban, Lübeckben és Borsigwaldéban, Berlinben. A terveket Hans Trippel készítette, a Volkswagen Schwimmwagen alapjait is figyelembe véve, a gyártást pedig a Quandt Group végezte. A 3878 elkészült darab közül a legtöbbet az Amerikai Egyesült Államokban adták el, ahol egészen 1967-ig árulták.
A korabeli autókhoz és motorcsónakokhoz képest is visszafogott teljesítményű Amphicarra a vízi hatóságok előírásai miatt navigációs fény és zászlórúd is került. Vízi használat után a kocsi 13 ponton igényelt újbóli zsírozást, az egyik ilyenhez való hozzáféréshez a hátsóülést is ki kellett szerelni. Az Amphicar név a kétéltű és autó szavak angol megfelelőinek (amphibious + car) összekombinálásából jött létre.

## Megjelenés
A padlólemez az első keréktől előrefelé erősen felfelé ívet, ezzel már önmagában egyedi, csónakszerű megjelenést adva az autó karosszériájának. Szárazföldön a kocsi hasmagassága meglehetősen nagy volt, lökhárítói a karosszériaelemekhez viszonyítva alacsonyan helyezkedtek el, de így is magasan a talaj fölött voltak. Az egy részből álló szélvédő ívesen követte a karosszéria formáját, a lenyitható tető pedig kabrió megjelenést adott a járműnek. A vízi meghajtásról két propeller gondoskodott, melyek a hátsó lökhárító alatt kaptak helyet. A karosszéria lágyacélból készült.

## Hajtáslánc
Az Amphicart 1147 cm³-es, 8,0:1-es sűrítési arányú, soros négyhengeres Triumph motorral szerelték, mely a hátuljában helyezkedett el, és egy négysebességes manuális sebességváltón keresztül hajtotta meg a hátsó kerekeket. A vízben ugyanez a motor hajtotta meg a két megfordítható forgásirányú propellert. Ilyenkor a hagyományos sebességváltót üres fokozatban kellett hagyni és egy második sebességváltókarral lehetett váltogatni az előre- és hátramenet között. Rámpához érve a hagyományos sebességváltó egyes fokozatba kapcsolásával az Amphicar önerejéből is képes volt kijönni a vízből.

## Teljesítmény
A meghajtásról az az 1147 cm³-es Triumph motor gondoskodott, melyet a Herald 1200-ba is szereltek. A gyártás kezdete előtt sokféle motort kipróbált a gyárt, de az 1961-es viszonyok között a Triumphé volt a legmegfelelőbb a teljesítmény, a súly, a hideg üzem tűrése és a megbízhatóság szempontjából. Ez az erőforrás kisebb-nagyobb változtatásokkal egészen 1980-ig gyártásban maradt, és többek között a Triumph Spitfire-be is szerelték. Az Amphicarban a motor 43 lóerős (32 kW) teljesítmény leadására volt képes, 4750-es fordulatszámon, ami a rövid kipufogó miatt több volt, mint amennyire a Herald 1200-ba szerelve képes volt. A kocsi a Model 770 nevet onnan kapta, hogy vízben 7 csomó, szárazföldön pedig 70 mérföldperóra (110 km/h) volt a végsebessége. A motornak később megjelentek 1296 és 1493 cm³-es változatai is, melyek akár 75 lóerős (56 kW) teljesítményre is képesek voltak. Néhány Amphicar tulajdonos lecserélte járműve eredeti motorját ezekre, a nagyobb sebesség és teljesítmény elérése érdekében.
"Az Amphicar se nem jó autó, se nem jó csónak, de a célnak megfelel" – mondta egy tulajdonos, a szárazföldön és vízen egyaránt visszafogott teljesítményre utalva. Egy másik így fogalmazott: "Szeretünk rá úgy gondolni, mint a leggyorsabb autó a vízen és a leggyorsabb hajó a szárazföldön."
Csakúgy, mint a szárazföldön, a vízben is az első kerekekkel kormányozható, ezért kevésbé jól manőverezhető, mint egy hagyományos motorcsónak. Az autót a Time magazin munkatársa, Dan Neil is megemlítette egy cikkében: "Az Amphicar forradalmasította a vízbefúlást. Az, hogy fennmarad-e a vízen, attól függ, hogy a pumpa meg tud-e birkózni a beszivárgó víz mennyiségével." Valójában a jól karbantartott Amphicarokba egyáltalán nem szivárog be a víz, és akár napokig is egy kikötőben hagyhatók, a vízen lebegve.

## Modelltörténet
A gyártás 1961-ben vette kezdetét. A gyár eleinte túlbecsülte a formabontó jármű iránti várható keresletet, ezért olyan sebességgel kezdte előállítani az alkatrészeket, hogy akár évi 20 ezer darab is elkészíthető legyen. Azonban olyan kevés rendelés érkezett, hogy 1963-tól egészen a gyártás 1965-ös leállításáig már kizárólag az első készletből megmaradt alkatrészekből szerelték össze a modelleket. Az Amphicarok irataiban a gyártási év helyén az eladás, illetve forgalomba helyezés dátuma szerepel, ezért előfordulhat, hogy egy 1963-ban gyártott, de csak 1968-ban eladott darab 1968-as modellként van számon tartva. A 3878 elkészült darabból a legtöbb az Amerikai Egyesült Államokban talált gazdára. Összesen 99 darab balkormányosból átalakított jobbkormányos változat készült, melyek 1964-től voltak megvásárolhatók az Egyesült Királyságban. Néhány darabot a berlini rendőrség és vízimentők is használtak.

## Megjelenései a populáris kultúrában

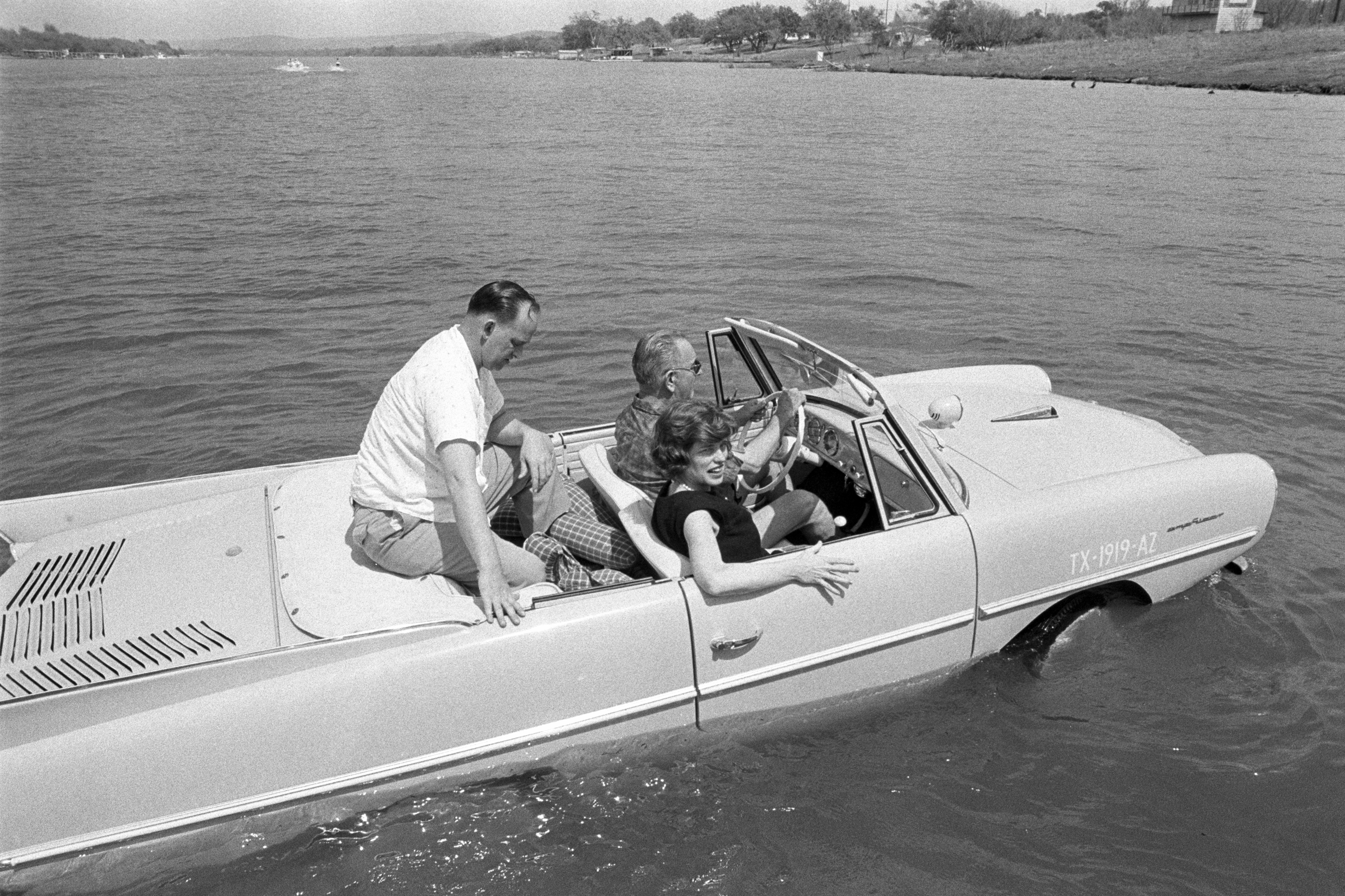
Lyndon B. Johnson amerikai elnök vezeti saját Amphicarját

1965-ben két Amphicar sikeres túrát tett a Yukon folyó alaszkai szakaszán, majd 1968-ban szintén két Amphicar átszelte a La Manche-csatornát, helyenként 6 méternél is magasabb hullámokkal és erős széllel szembenézve. Az 1970-es évek végén Howard Singer egy Amphicarral elhajózott San Diegóból Santa Catalina szigetéig.
A kocsi több filmben is feltűnt, ezek között volt a Rotten to the Core (1965), a The Sandwich Man (1966), Az elnök agyturkásza (1967), a Clouseau felügyelő (1968), a Femina ridens (1969), a Savannah Smiles (1982) és a Pontiac expedíció (1994), valamint az Autókereskedők egyik epizódjában is felújítottak egyet.
Az egykori amerikai elnök, Lyndon B. Johnson is rendelkezett egy Amphicarral. A humoráról is ismert elnök gyakran viccelt azzal a Johnson Cityben, Texasban található birtokán, hogy beültette vendégeit a járműbe, majd elindult a birtokon lévő tó felé, azt kiabálva, hogy nem működik a fék.

## Amphicar show-k
Az Amphicarokkal kapcsolatos legnagyobb esemény, amikor minden évben július negyedik hetében összegyűlnek a tulajdonosok az Ohio állambeli St. Marys Grand Lake nevű tavánál, és vízre szállnak járműveikkel. Ezt és a többi hasonló amerikai találkozót "úsztatásnak" nevezik.

## Galéria

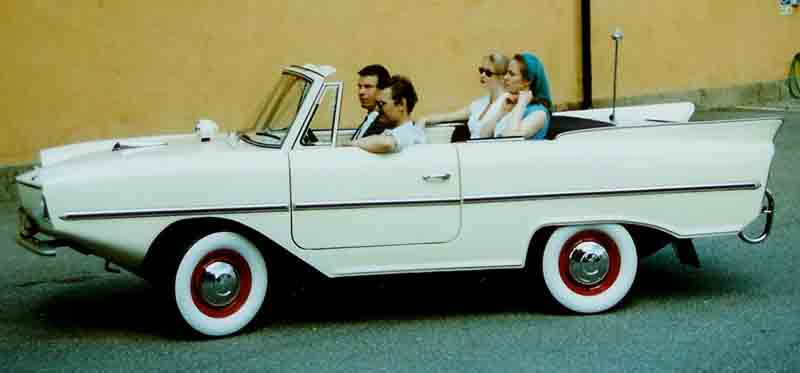
Amphicar az úton
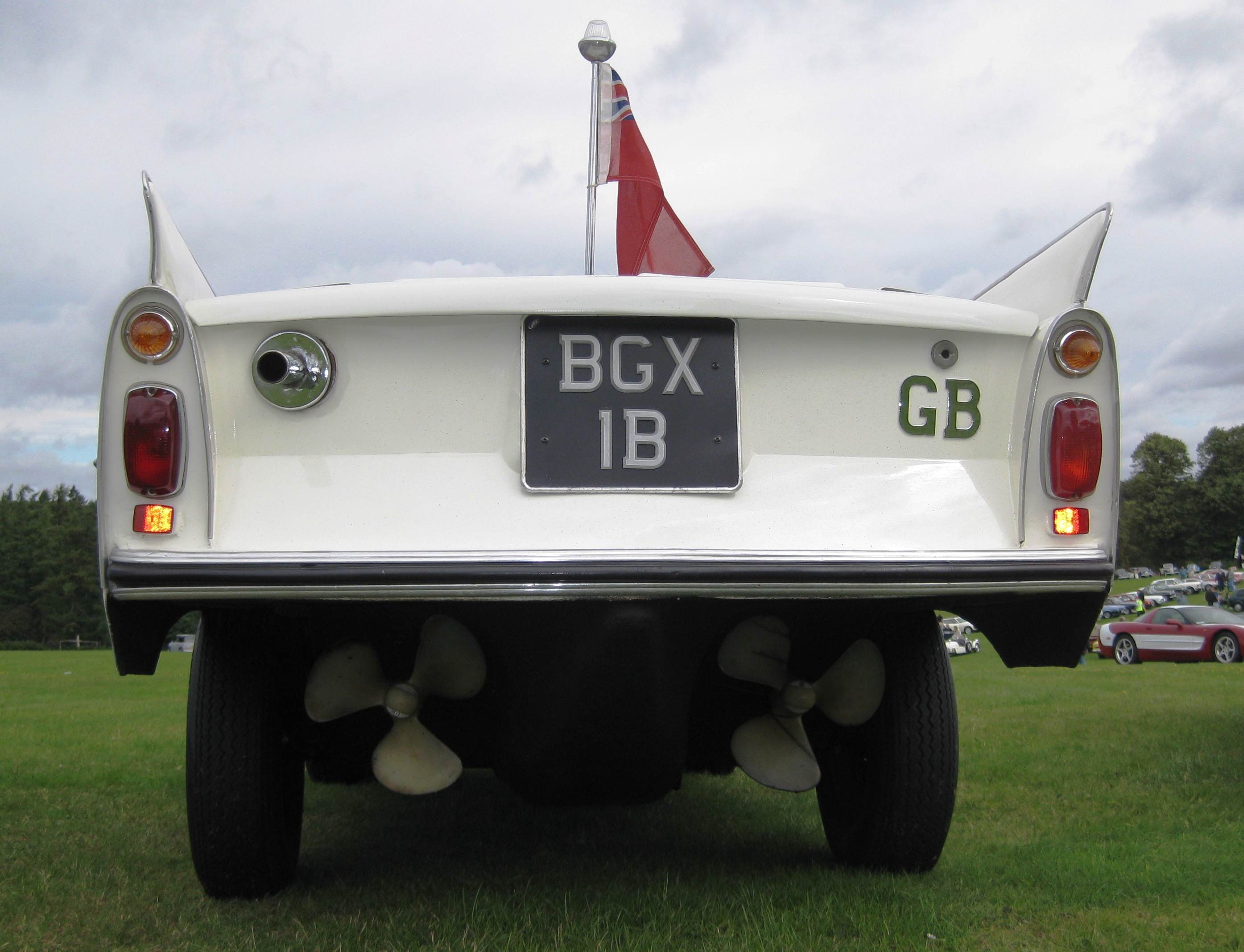
A két propeller az autó hátulján
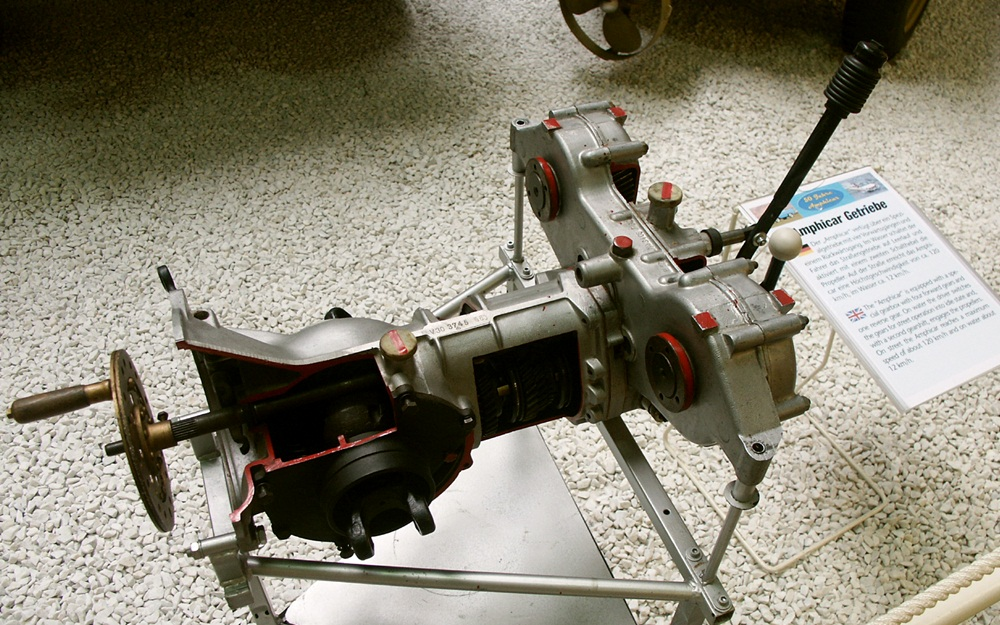
Az Amphicar sebességváltója
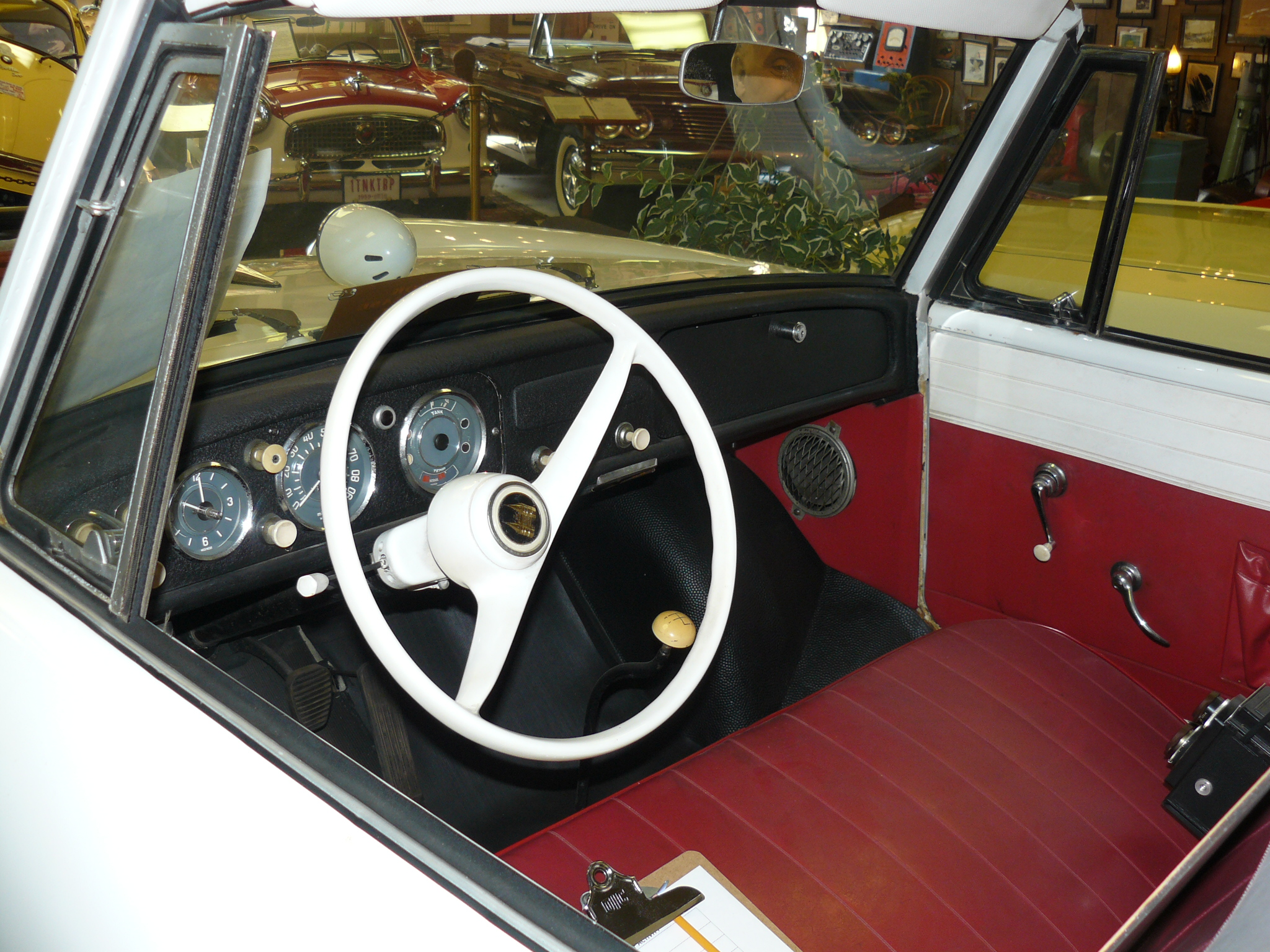
Egy Amphicar belsőtere
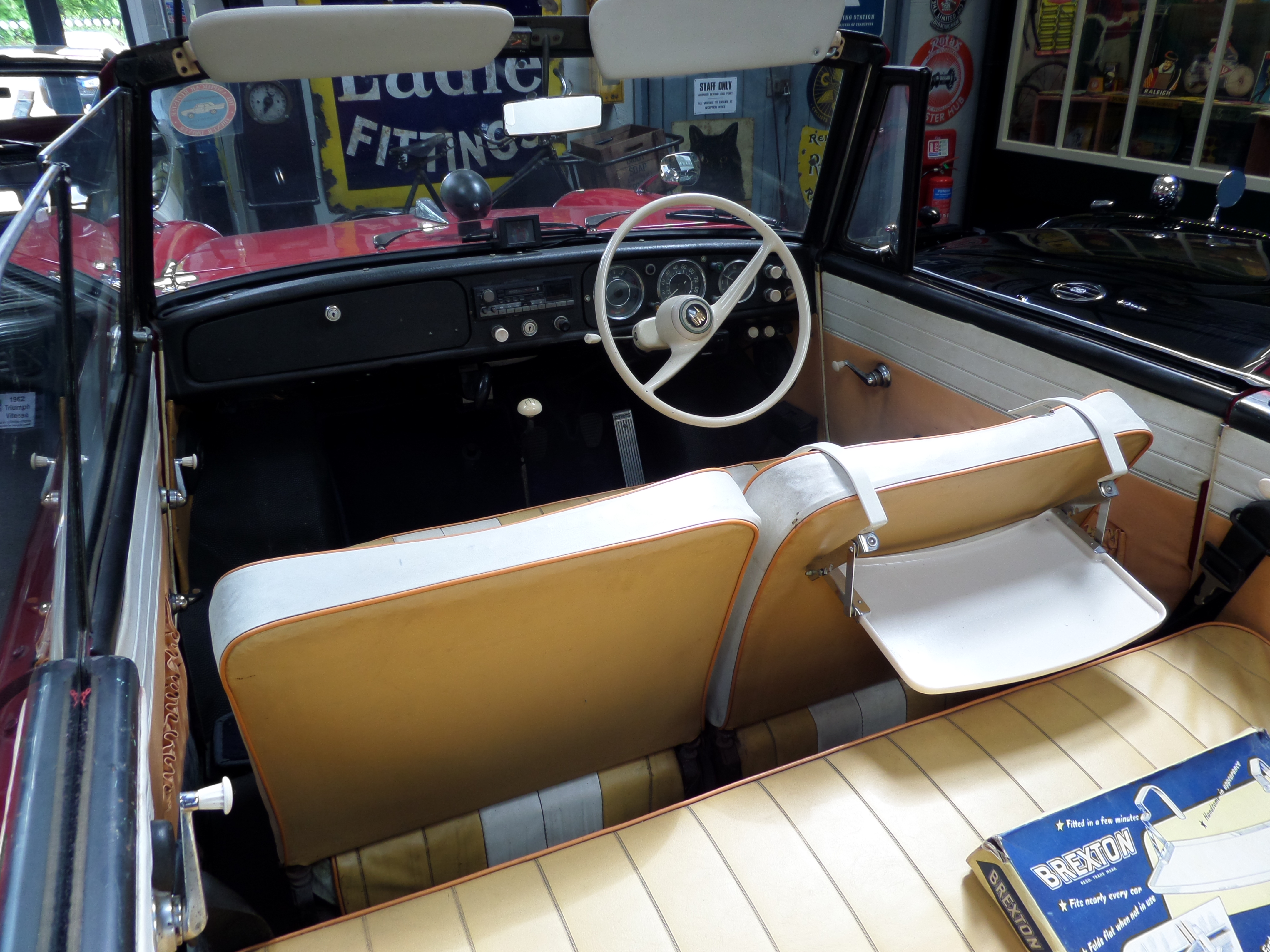
Egy jobbkormányos darab

## Külső hivatkozások
- A hivatalos tulajdonosi klub honlapja
- Egy Amphicarral foglalkozó fórum
- Brit Amphicar oldal